# Provocazione (film 1988)
Provocazione è un film erotico del 1988 diretto da Piero Vivarelli e interpretato da Moana Pozzi e Marino Masè.

## Trama
In una villa vicino a Carloforte nell'isola di San Pietro un po' fuori stagione, abitano Vanessa, giovane vedova, e le figliastre Kikki e Vivi. La donna aveva sposato il loro padre soprattutto perché era molto ricco. Dopo la morte del marito, Vanessa ha deciso di tenere con sé Kikki e Vivi e di chiamare anche Roberto, suo ex amante ora professore, nell'intento dichiarato di preparare le due ragazze per l'esame di maturità. Poco dopo il suo arrivo, s'instaura un clima pesante: l'isola semideserta con la villa che pare quasi una prigione di lusso fanno capire immediatamente che la matrigna e le figliastre si odiano e si disprezzano a vicenda. Il tutto sfocia nell'assassinio della matrigna da parte di Kikki e Vivi. Alla fine anche il professore dopo essere stato drogato e tenuto prigioniero (venendo provocato sessualmente in continuazione)  verrà ucciso dalle due ragazze che alla fine del film viene inteso che saranno arrestate. Ma si scopre nel finale che è stato tutto un sogno di Kikki.

## Produzione
Girato in esterni sull'Isola di San Pietro in Sardegna e nella locale cittadina di Carloforte.

## Distribuzione
Provocazione è uscito nei cinema italiani il 25 novembre 1988.
Nel 2011 è stato pubblicato in DVD da Minerva Video in versione non tagliata lunga 116' minuti, poi nel 2016 Minerva Pictures ha pubblicato in dvd la versione tagliata di 83 minuti.